# James Knowles
Sir James Knowles (Londres, 1831 — Brighton, 13 de fevereiro de 1908) foi um arquiteto e editor inglês. Ele era íntimo com o poeta Alfred, Lord Tennyson e fundador da Sociedade Metafísica buscar aproximação entre religião e ciência.

## Vida
James Knowles nasceu em Londres, filho do arquiteto James Thomas Knowles (1806-1884), e ele mesmo formou-se em arquitetura na University College e na Itália. Entre os edifícios que ele projetou estavam três igrejas em Clapham, sul de Londres, Mark Masons 'Hall, Londres (mais tarde, o Thatched House Club), a casa de Lord Tennyson em Aldworth, o jardim de Leicester Square (restaurado às custas de Albert Grant ), Albert Mansions, Victoria Street em Westminster, e uma ampliação de 1882 do Royal Sea Bathing Hospital em Margate em Kent.
No entanto, suas preferências o conduziram simultaneamente à carreira literária. Em 1860, ele publicou A História do Rei Arthur. Em 1866 ele foi apresentado a Alfred Lord Tennyson e mais tarde concordou em projetar sua nova casa com a condição de que não houvesse nenhuma taxa. Isso levou a uma amizade próxima, Knowles auxiliando Tennyson em questões de negócios e, entre outras coisas, ajudando a projetar o cenário para a peça The Cup, quando Henry Irving o produziu em 1880.
Knowles correspondeu-se a vários dos homens mais interessantes da época e, em 1869, com a cooperação de Tennyson, fundou a Sociedade Metafísica, cujo objetivo era tentar alguma aproximação intelectual entre religião e ciência, conseguindo os principais representantes da fé e infiel para se encontrar e trocar pontos de vista. Os membros incluíam Tennyson, Gladstone, WK Clifford, WG Ward, John Morley, Cardeal Manning, Arcebispo Thomson, TH Huxley, Arthur Balfour, Leslie Stephen e Sir William Gull. A sociedade formou o núcleo da distinta lista de colaboradores que apoiaram Knowles em sua qualidade de editor.
Em 1870, ele sucedeu Dean Alford como editor da Contemporary Review, mas o deixou em 1877 devido à objeção dos proprietários à inserção de artigos (por WK Clifford notavelmente) atacando o teísmo e fundando o século XIX (cujo título, em 1901, foram adicionadas as palavras And After). Ambos os periódicos tornaram-se muito influentes sob ele e formaram o tipo do novo tipo de revista mensal que veio a ocupar o lugar anteriormente ocupado pelos trimestrais. Por exemplo, teve destaque na verificação do projeto do Túnel do Canal, ao publicar um protesto assinado por muitos homens ilustres em 1882. Em 1904 ele recebeu o título de cavaleiro. Ele foi um colecionador considerável de obras de arte.
Knowles foi casado duas vezes, primeiro em 1860 com Jane Borradaile, depois em 1865 com Isabel Hewlett. Ele morreu em Brighton e foi enterrado no Cemitério Mural Extra de Brighton.

## Notes
1. ^ Lee, Sidney (1912). "Knowles, James Thomas" . Dictionary of National Biography (2nd supplement). London: Smith, Elder & Co.
2. ^ James Dodsley (1909), The Annual Register, digitized by Google
3. ^ Harry Wells, "Mark Masons' Hall, 86 St. James's Street: A brief history of the present building", 28 May 201